# Baisaran Valley
Das Baisaran Valley ist eine Hochgebirgswiese in der Nähe von Pahalgam im indischen Bundesstaat Jammu und Kashmir. Die Region ist bekannt für ihre weitläufigen Wiesen,  Kiefernwälder und die schneebedeckten Gipfel. 

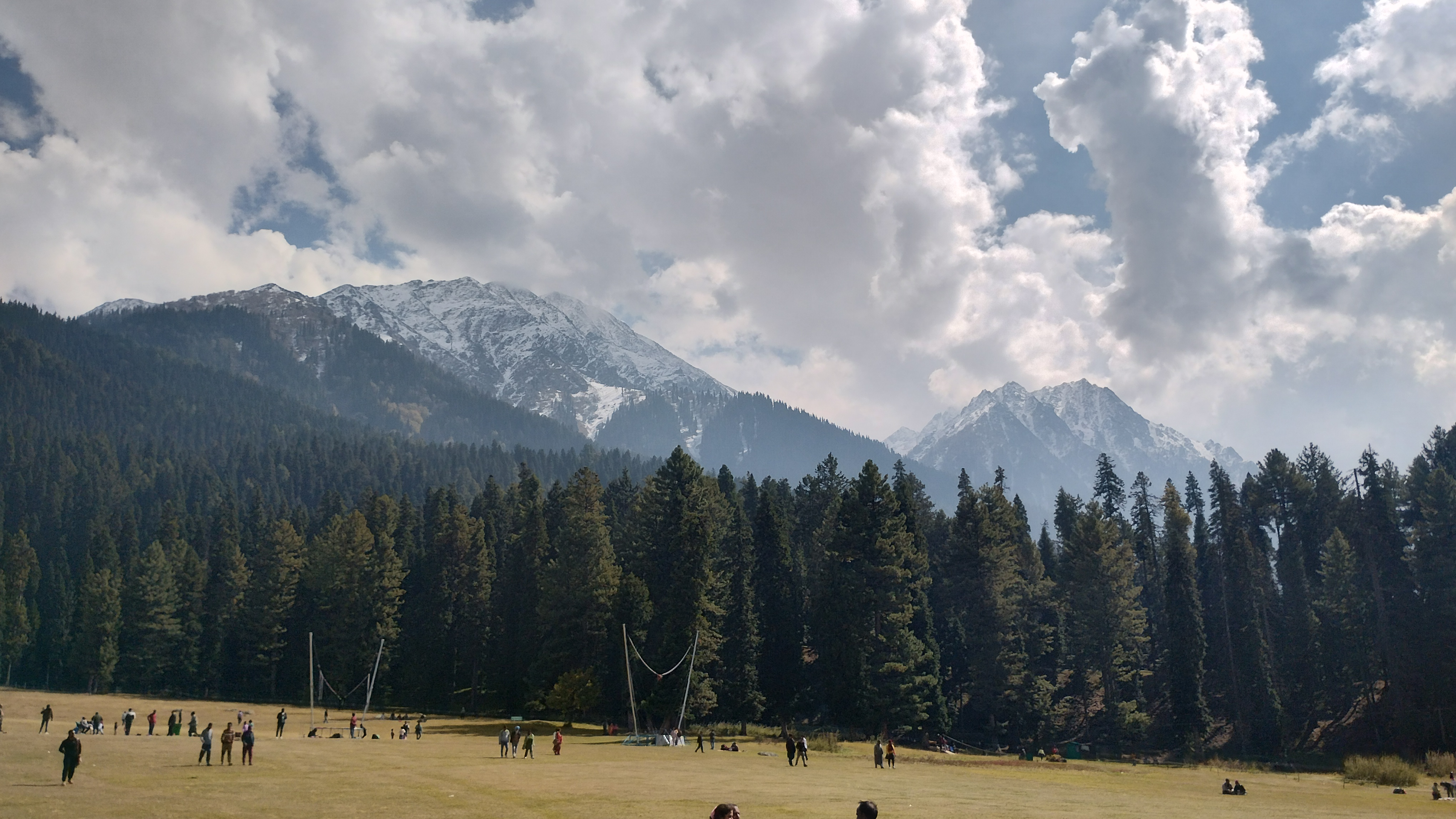
Baisaran Valley

## Geographie
Das Tal liegt etwa 5 Kilometer von Pahalgam entfernt und befindet sich auf einer Höhe von rund 2.400 Metern über dem Meeresspiegel. Es gehört zur Pir-Panjal-Gebirgskette und ist von dichten Nadelwäldern umgeben.

## Bevölkerung
Baisaran selbst ist unbewohnt, aber die nächstgelegene Stadt Pahalgam hat eine Bevölkerung von etwa 9.264 Menschen (Stand 2011). Die Region wird hauptsächlich von Kashmiri-Muslimen bewohnt, die traditionell von Landwirtschaft und Tourismus leben.

## Flora und Fauna
Die Vegetation in Baisaran besteht hauptsächlich aus Kiefern, Fichten und anderen Nadelbäumen. Die Wiesen sind im Sommer mit Wildblumen bedeckt. In der Region leben verschiedene Tierarten, darunter Himalaya-Schwarzbären, Schneeleoparden und zahlreiche Vogelarten.

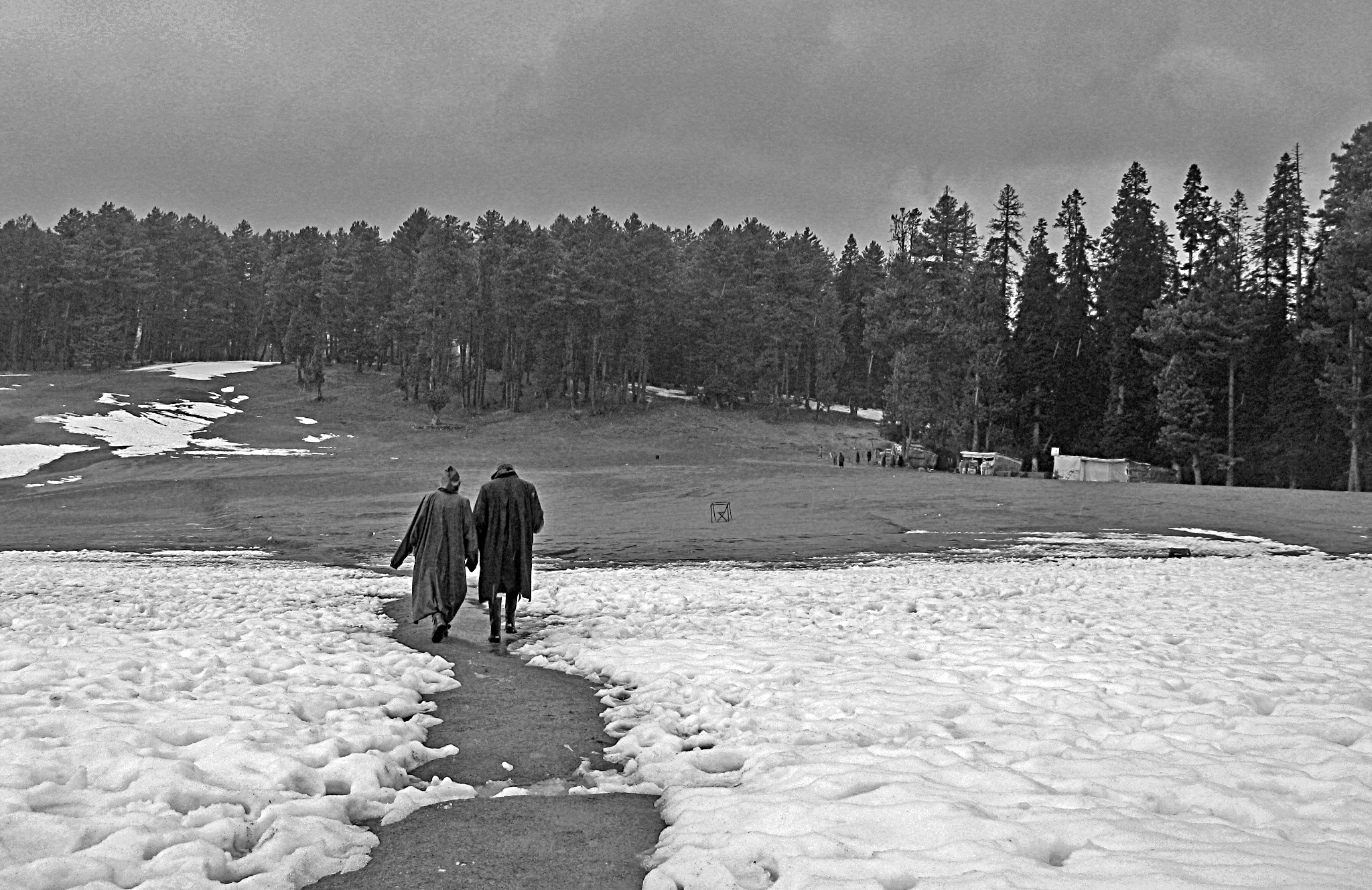
Schnee in Baisaran Valley

## Klima
Das Klima in Baisaran ist gemäßigt. Die Temperaturen können im Winter unter den Gefrierpunkt fallen, während sie im Sommer angenehm bleiben.

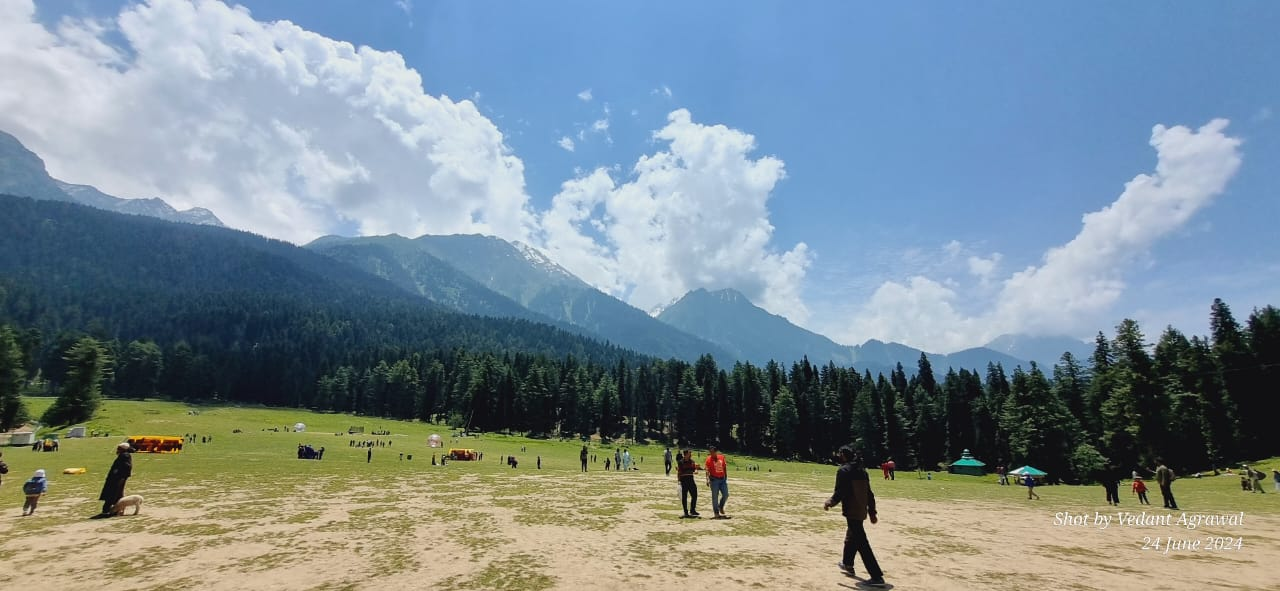
Baisaran Valley

## Terroranschlag 2025
Am 22. April 2025 ereignete sich ein Terroranschlag in der Region, bei dem mindestens 26 Menschen ums Leben kamen und 17 weitere verletzt wurden. Die Täter, Mitglieder der Gruppen Lashkar-e-Taiba und The Resistance Front, führten den Angriff durch, um gegen angebliche demografische Veränderungen in der Region zu protestieren.